# Prosthennops
Il prostennope (gen. Prosthennops) è un mammifero artiodattilo estinto, appartenente ai taiassuidi. Visse tra il Miocene medio e il Pliocene inferiore (circa 15–5 milioni di anni fa) e i suoi resti fossili sono stati ritrovati in Nordamerica.

## Descrizione
Questo animale era molto simile ai pecari attuali, sia per l'aspetto che per le dimensioni. Possedeva un cranio dal muso depresso e allungato, in misura però minore rispetto ad altri pecari estinti quali Mylohyus. L'osso malare si sviluppava lateralmente in tuberosità massicce. Le orbite erano posizionate indietro sul cranio, al di sopra della cavità glenoide. Le ossa premascellari erano ben sviluppate e portavano solo due paia di incisivi, di cui il secondo pai era spesso vestigiale. I canini molto sviluppati avevano una sezione ellittica. La molarizzazione dei premolari era già molto avanzata: il secondo e il terzo premolare erano corti, con un contorno quasi circolare. I molari erano a corona bassa (brachidonti), ricoperti da uno spesso strato di smalto e dai tubercolo molto semplici.

## Classificazione
Il genere Prosthennops venne istituito da Matthew e Gidley nel 1904; la specie tipo, Prosthennops serus, era stata in precedenza descritta da Edward Drinker Cope come Dicotyles serus. Al genere Prosthennops sono state attribuite numerose specie, tra cui P. condoni, P. kernensis, P. niobrarensis, P. rex, P. xiphodonticus, P. ziegleri, P. haroldcooki, in gran parte degli Stati Uniti occidentali (ma anche in Alabama e in Messico). Alcune di queste specie, come P. niobrarensis e P. xiphodonticus, sono chiaramente più derivate delle altre e anzi assomigliano ai taiassuidi odierni; non sono quindi ascrivibili al genere Prosthennops. 
La specie P. haroldcooki è stata al centro di un curioso caso di errore di attribuzione: i denti su cui si basa la specie furono descritti nel 1922 da Henry Fairfield Osborn, che li attribuì a un primate antropoide, il primo conosciuto in Nordamerica. Fu poi Edwin Colbert, nel 1935, a riconoscere in questi denti un tipico rappresentante dei taiassuidi, e quindi riattribuì i fossili al genere Prosthennops.
Prosthennops è un tipico membro dei taiassuidi, molto diffuso in Nordamerica durante il Miocene. Sembrerebbe essere stato una forma relativamente specializzata, forse sulla stessa linea evolutiva che in seguito portà alla comparsa di forme di pecari dal muso allungato come Mylohyus. 